# Maisonneuve (Vienne)
Maisonneuve é uma comuna francesa na região administrativa da Nova Aquitânia, no departamento de Vienne. Estende-se por uma área de 8,97 km². Em 2010 a comuna tinha 341 habitantes (densidade: 38 hab./km²).